# 폴란드 사회당
폴란드 사회당(폴란드어: Polska Partia Socjalistyczna)은 폴란드의 사회주의 정당이다.
1892년 창당했을 때부터 1948년 폴란드 노동자당에 합당될 때까지 폴란드에서 가장 중요한 정당이었다. 20세기 초에는 폴란드 제2공화국의 국부 유제프 피우수트스키가 사회당에 소속되어 당을 이끌었다. 
폴란드 인민공화국 말엽인 1987년 재창당했으나 정치적 주변부에 머물렀고, 2019년에야 상원 의석 1석을 획득할 수 있었다.